# Enka Insaat ve Sanayi

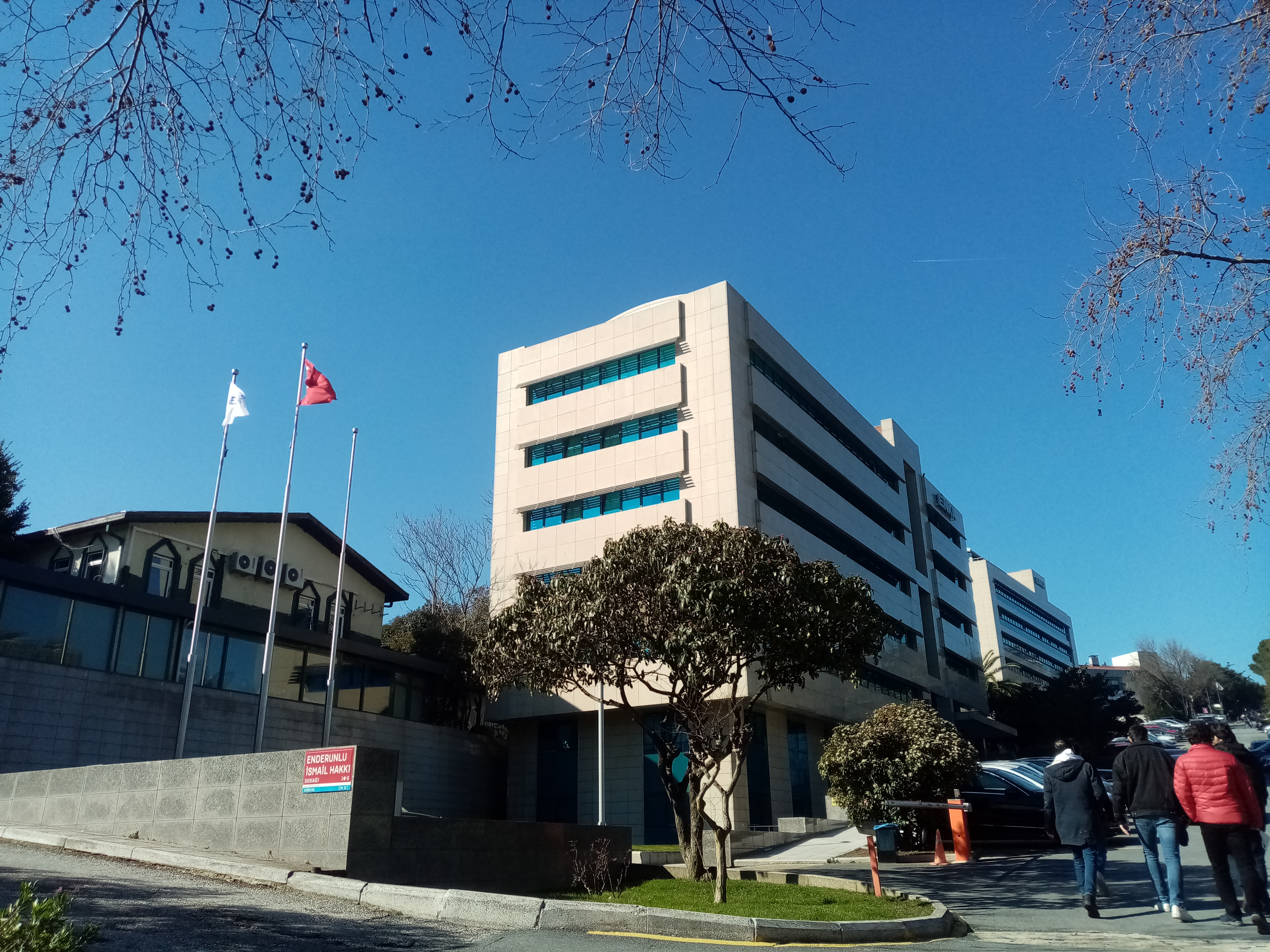
Sitz des Konzerns in Istanbul

Enka İnşaat ve Sanayi A.Ş. (Enka İnşaat) ist ein türkisches Ingenieur- und Bauunternehmen mit Firmensitz in Istanbul. Enka bietet über seine Tochtergesellschaften in rund 30 Ländern weltweit Bau- und Ingenieurdienstleistungen an. Es zählt seit 2017 zu den größten Bauunternehmen in der Türkei.

## Geschichte
Gegründet wurde das Unternehmen 1957 als Partnerschaft zwischen dem verstorbenen Şarık Tara (22. April 1930 – 28. Juni 2018) und dessen Schwager Sadi Gülçelik (22. Oktober 1930 – 19. August 1980). Gulcelik starb 1980 bei an Bord eines saudi-arabischen Flugzeugs, das in Riad in Flammen aufging (Saudia-Flug 163). Beide Unternehmensgründer waren Bauingenieure, die ihren Abschluss an der Technischen Universität Istanbul erworben hatten. Ihre kleine Firma hatte sich aktiv an verschiedenen großen Bauprojekten in Istanbul beteiligt, so unter anderem am Bau der İstinye Autobahnbrücke oder der Straße von Babaeski nach Kuleli. Es folgten weitere wichtige Projekte wie der Bau der Unkapanı-Überführung und eines Werkes für General Electric Motors in Istanbul. Anfang 1970 war Enka zugleich an 35 Bauprojekten beteiligt, zehn davon in Übersee.
Ende 1980 belegte Enka Platz 64 unter den 250 größten internationalen Auftragnehmern; bereits 1982 stieg es auf Platz 50 in der Rangliste. 1982 feierte das Unternehmen sein 25-jähriges Bestehen. Zu den Angeboten kam die Herstellung von Kunststoffrohren und ein Ausbau von Joint Ventures. Von den rund 11.000 Mitarbeiternwaren 1982 gut 4.000 an Projekten im Ausland beschäftigt. Viele Projekte von Enka im Nahen Osten sind Joint Ventures mit Unternehmen aus Westdeutschland, Japan, Frankreich, Polen, England und Österreich. Enka wurde mit dem Bau der neuen Stadt in Ras Lanuf an der libyschen Küste beauftragt, die 50.000 Einwohner Platz bieten sollte. Im Oktober 1997 gründete Enka zusammen mit Migros Türk das Unternehmen Ramenka, dass in Zentralasien und in Russland unter dem Label Ramstore Einzelhandelsgeschäfte eröffnete. Im Jahr 2005 waren schon rund 29.700 Mitarbeiter bei Enka beschäftigt. Das Unternehmen expandierte weiter und hatte 2017 rund 31.237 Beschäftigte.
Das Unternehmen deckt folgende Geschäftsbereiche ab: Bau, Vermietung, Energie, Handel und Produktion. Dabei liegt ein Schwerpunkt auf dem Bau von Kraftwerken, Industrie- und Sozialgebäuden, Pipelines, Raffinerien, Zementfabriken, Straßen und Brücken. In der Türkei werden zudem erdgasbefeuerte Anlagen zur Stromerzeugung betrieben.
Weitere globale Betätigungsfelder sind Arbeiten und Projekte in der Russischen Föderation, Georgien, Turkmenistan, Kasachstan, Gabun, Dschibuti, Mauretanien, Äquatorialguinea, Saudi-Arabien, Oman, Irak, Afghanistan, in der Dominikanischen Republik. In Europa ist sie unter anderem in Rumänien, den Niederlanden, der Schweiz, Deutschland und dem Kosovo tätig.

## Projekte (Auswahl)

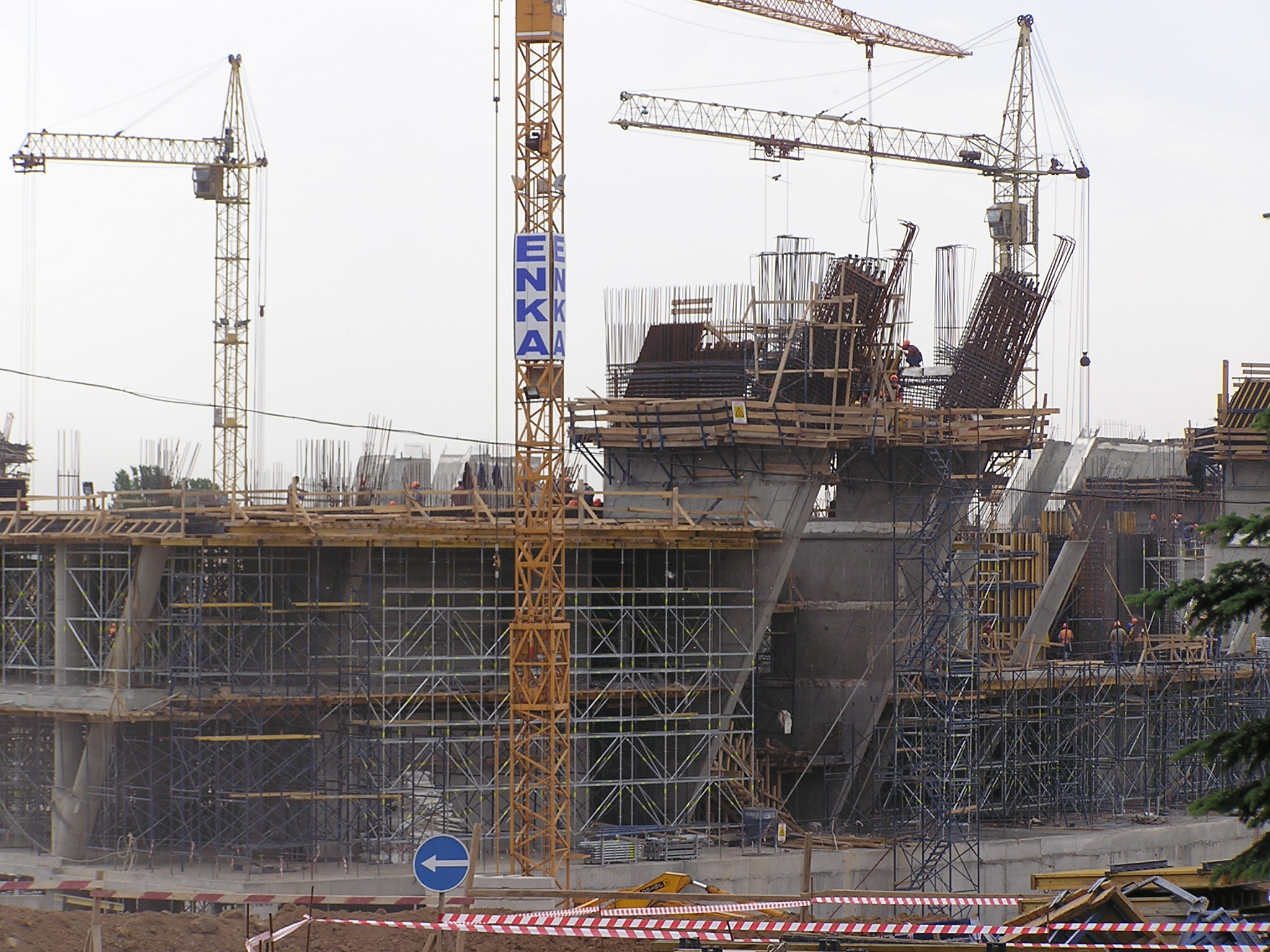
Bau der Donbass Arena

- Bechme-Talsperre, Irak (nach dem zweiten Golfkrieg wurden die Bauarbeiten eingestellt)
- Donbass Arena, Ukraine
- Kalimash-Tunnel, Albanien
- Nabereschnaja-Turm in Moskau
- Imperia Tower in Moskau